# 1233 Kobresia
1233 Kobresia este un asteroid din centura principală, descoperit pe 10 octombrie 1931 de Karl Reinmuth.